# Niederrheinisches Musikfest

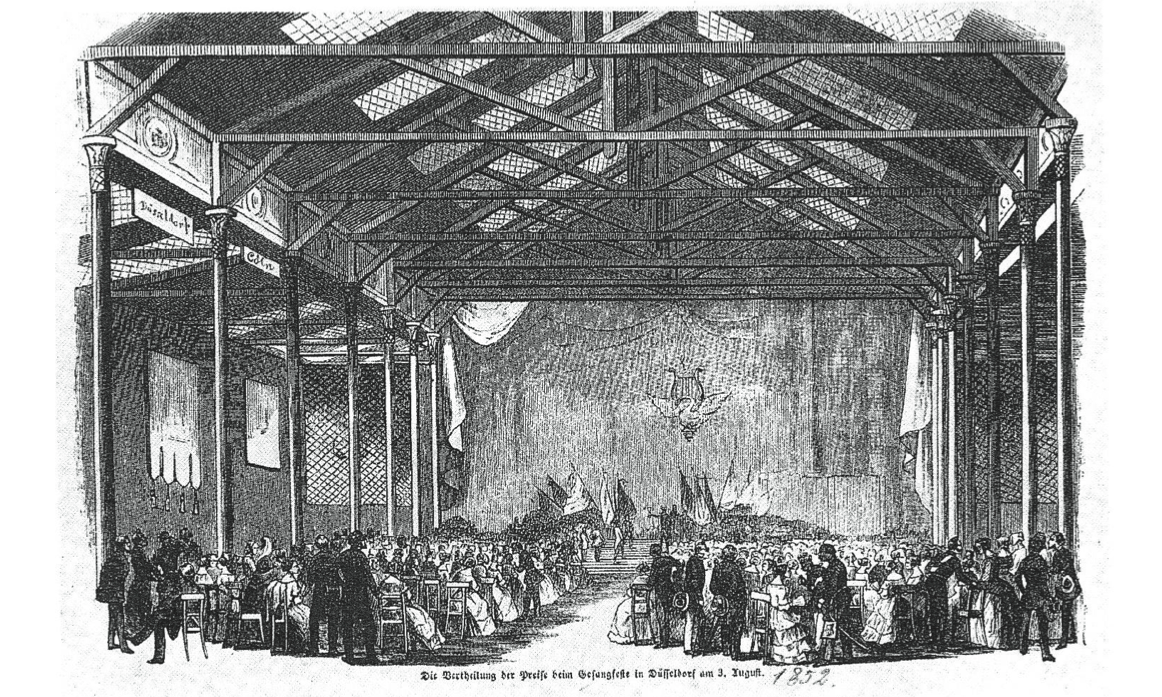
Tonhalle, Konzertsaal des 31. Niederrheinischen Musikfestes in Düsseldorf

Das Niederrheinische Musikfest war eines der bedeutendsten Musikfeste des 19. und 20. Jahrhunderts im Bereich der Klassischen Musik, welches mit einigen meist kriegsbedingten Unterbrechungen jährlich von 1818 bis 1958 zu Pfingsten insgesamt 112 Mal im Wechsel mehrerer Städte im Rheinland stattfand.

## Geschichte
Das Musikfest geht zurück auf die Musikdirektoren Johannes Schornstein aus der vor 1929 noch selbstständigen Stadt Elberfeld (seitdem zu Wuppertal) und Friedrich August Burgmüller aus Düsseldorf, die im Rahmen einer Konzertveranstaltung von Elberfelder und Düsseldorfer Musikern im Jahre 1817 in Elberfeld den Entschluss gefasst hatten, diese Veranstaltung in einem regelmäßigen jährlichen Turnus durchzuführen. Zwei Jahre nach dem Anschluss an das Königreich Preußen und in der musikalischen Epoche der Hochromantik bestand im Rheinland ein immenser Hunger nach Kultur in der Bevölkerung, dem diese Konzertreihe Rechnung tragen sollte.

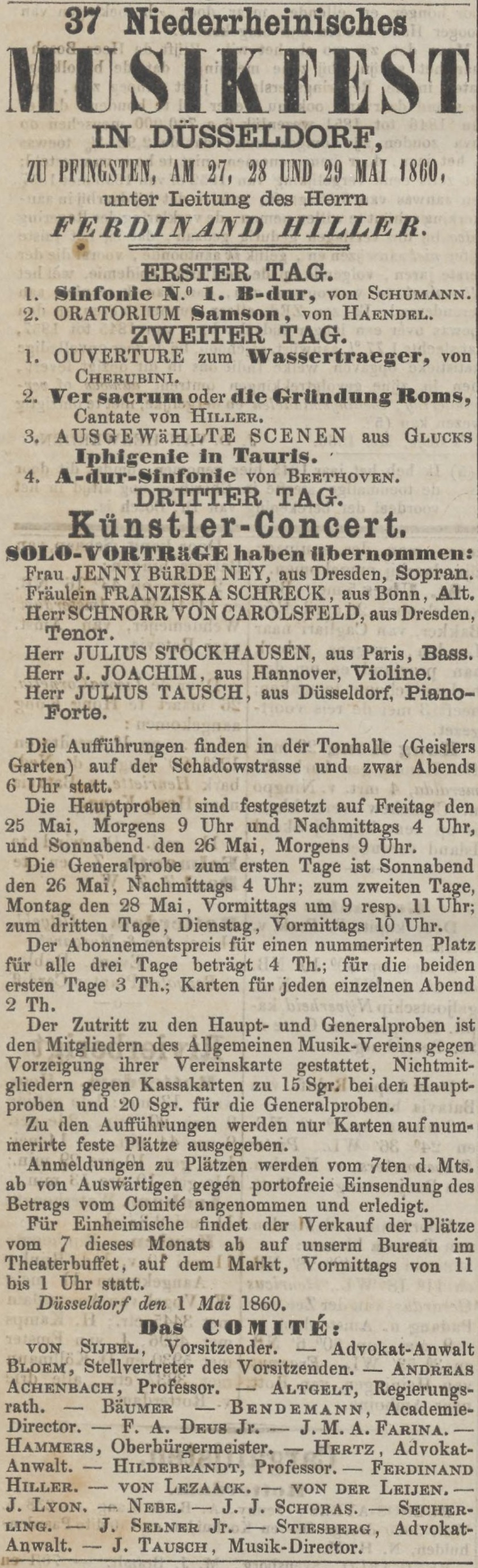
Anzeige des 37. Niederrheinischen Musikfestes in einer niederländischen Zeitung

Auf Initiative von Burgmüller schlossen sich nach dem ersten Erfolg in Elberfeld verschiedene Düsseldorfer Musikvereine zum „Verein für Tonkunst“ und schließlich bereits im Jahre 1818 zum „Städtischen Musikverein e. V.“ unter seiner Leitung zusammen, aus dem sich dann später auch die Düsseldorfer Symphoniker entwickelten. Diese veranstalteten noch zu Pfingsten des gleichen Jahres das offizielle 1. Niederrheinische Musikfest. Es war wiederum ein durchschlagender Erfolg und so entschieden sich die beiden Musikdirektoren für die Beibehaltung dieser Veranstaltung alljährlich zu Pfingsten im Wechsel zwischen Elberfeld und Düsseldorf. Im Jahr 1821 kam die Stadt Köln hinzu, wohingegen Elberfeld mit einer letzten Veranstaltung im Jahr 1827 ausschied, da diese Stadt dem Ansturm an Musikern und Gästen logistisch nicht mehr gewachsen war. Dafür sprang dann im Jahr 1825 die Stadt Aachen ein, die dieses Musikfest zum Anlass nahm, ihr neu errichtetes Theater Aachen mit der Erstaufführung der 9. Symphonie von Ludwig van Beethoven in Deutschland einzuweihen. Im Zeitraum der Revolutionsjahre 1848/49 wurde das Musikfest ebenso wie später während des Ersten Weltkrieges mehrere Jahre aus Sicherheitsgründen abgesagt. In der Zeit des Nationalsozialismus entsprach das Programm nicht den musikalischen Vorstellungen des Regimes, und so wurde es ab 1934 von den Machthabern nicht mehr genehmigt und stattdessen durch die Reichsmusiktage abgelöst, die 1938 und 1939 stattfanden. Erst nach dem Zweiten Weltkrieg wurde das traditionelle Musikfest im Jahr 1946 in Aachen erneut aufgenommen. Anlässlich des Musikfestes im Jahr 1948 trat jedoch Köln aus dem Zyklus aus. Stattdessen sprangen zum einen Wuppertal ein, das nach 1929 aus Barmen und Elberfeld hervorgegangen war und sich deshalb der Tradition verpflichtet fühlte, sowie zum anderen Duisburg, das dann im Jahr 1958 auch die Abschlussveranstaltung des Niederrheinischen Musikfestes organisierte, da von diesem Jahr ab die Veranstaltung endgültig eingestellt werden sollte.
Im Jahr 1984 folgte sodann, initiiert und unterstützt durch den Westdeutschen Rundfunk Köln (WDR), als Neuauflage dieser Konzertreihe zunächst jeweils das „Rheinische Musikfest“ und das „Westfälische Musikfest“, welches ebenfalls eine traditionsreiche Geschichte in der preußischen Zeit des Rheinlandes nachweisen kann. Beide Musikfeste wurden dann später ab 2006 vollends unter der Schirmherrschaft des WDR gemeinsam als „WDR-Musikfest“ mit einem umfangreicheren und zeitgemäßen Programm zusammengefasst.
Das Niederrheinische Musikfest verlief anfänglich über zwei Tage, wurde aber auf Grund der großen Resonanz seit dem Jahr 1826 bis zur Einstellung dieser Konzertreihe im Jahr 1958 auf die gesamten drei Tage des Pfingstwochenendes ausgedehnt. Zwischenzeitlich, im Jahre 1834, hatte der preußische König Friedrich Wilhelm III. aus pietistischen Gründen untersagt, dieses Fest an den Pfingsttagen abzuhalten. Durch Vermittlung des Prinzen Friedrich von Preußen, welcher ein Kunst liebender in Düsseldorf residierender Neffe des Königs sowie Protektor der Düsseldorfer Kunst-, Musik- und Theatervereine war, konnte ab 1836 die Veranstaltung wie gewohnt wieder an den Pfingstfeiertagen durchgeführt werden, allerdings mit der Auflage, „dass am Morgen des ersten Feiertages keine Musikprobe gehalten, am Abend des ersten Tages immer, wie bisher, ein Oratorium und auch am anderen Tage nur klassische Werke der Tonkunst ausgeführt, überhaupt aber alle Störungen der kirchlichen Feier der Festtage vermieden werden“.

## Charakteristik
Das Niederrheinische Musikfest verstand sich von Anfang an als ein gesellschaftlich kultureller Höhepunkt auf hohem künstlerischem Niveau. Den in- und ausländischen Gästen sowie den anwesenden Mitgliedern des Hochadels, einflussreichen Politikern und Geschäftsleuten sowie musikalisch bewanderten Bürgern wurde alles geboten, was zur jeweiligen Zeit in der Musik eine bedeutende Rolle spielte. Außer den örtlich amtierenden Musikdirektoren traten dabei als Festspielleiter oder Gastdirigenten oftmals die großen Komponisten persönlich auf, ebenso wie auch bekannte Virtuosen. Immer wieder wurde diese Veranstaltung auch als Podium für Erstaufführungen oder Neueinspielungen von Werken bekannter Persönlichkeiten aus der Musikszene sowie als Chance zur Einführung von weniger bekannten Komponisten oder Solisten genutzt. Den Schwerpunkt bildete die Aufführung der Musik der vergangenen Epochen des Barocks und der Wiener Klassik sowie der aktuellen Musikstile besonders in Form der großen symphonischen Werke. Die Festspielleitung verschloss sich aber auch nicht, zukunftweisende Neuerungen, wie beispielsweise später die Zeitgenössische Musik, mit einzubauen. Einen weiteren und maßgeblichen Schwerpunkt bildete die geistliche Musik in Form der großen Messen, Oratorien, Chorälen und Kantaten ebenso wie der Genuss der Kammermusik in einem mehr privat familiären Rahmen und ab 1833 die Matinees.
Dies alles brachte es mit sich, dass an den jeweiligen Veranstaltungen insgesamt zwischen 400 und manchmal deutlich mehr als 600 Orchester- und Chormusiker beteiligt waren, was einschließlich der anreisenden Gäste eine lukrative Einnahmequelle für das Hotel- und Gaststättengewerbe aber auch eine finanzielle und logistische Herausforderung für die Festspielleitung bedeutete.

## Chronologie
Im Folgenden eine Chronologie der Niederrheinischen Festspiele im Einzelnen, so wie sie aus den verschiedenen Quellen hervorgeht, wobei allerdings die Einträge unter „Besonderheiten“ nur eine grobe Auswahl darstellen können.
| Lfd. Nr. | Jahr | Ort        | Festspielleitung(en)                                                                                | Besonderheiten/Erstaufführungen/bedeutende Solisten (Auswahl) |
| 0        | 1817 | Elberfeld  | Johannes Schornstein                                                                                | zählt offiziell noch nicht zum Zyklus, gilt aber als Initialzündung |
| 1        | 1818 | Düsseldorf | Friedrich August Burgmüller                                                                         | Schwerpunkt Joseph Haydn: „Die Jahreszeiten“ und „Die Schöpfung“ |
| 2        | 1819 | Elberfeld  | Johann Schornstein                                                                                  | |
| 3        | 1820 | Düsseldorf | Friedrich August Burgmüller                                                                         | deutsche Erstaufführung des Oratoriums „Samson“ von Georg Friedrich Händel; Solist: Johannes Schornstein (Klavier) |
| 4        | 1821 | Köln       | Friedrich August Burgmüller,                                                                        | Stadt Köln neu als Veranstaltungsort; gefördert unter anderem durch Erich Verkenius |
| 5        | 1822 | Düsseldorf | Friedrich August Burgmüller                                                                         | Aufführung des Oratoriums „Das befreite Jerusalem“ (Originaltitel: „Die Befreyung von Jerusalem“) von Abbé Maximilian Stadler; Düsseldorf sprang aus organisatorischen Gründen für Elberfeld ein; erstmals im Rittersaal des Alten Düsseldorfer Schlosses    |
| 6        | 1823 | Elberfeld  | Johannes Schornstein                                                                                | |
| 7        | 1824 | Köln       | Friedrich Schneider                                                                                 | Uraufführung „Sündflut“ von Friedrich Schneider |
| 8        | 1825 | Aachen     | Ferdinand Ries                                                                                      | Stadt Aachen neu im Programm; deutsche Erstaufführung der 9. Sinfonie von Ludwig van Beethoven anlässlich der Eröffnung des Stadttheaters Aachen |
| 9        | 1826 | Düsseldorf | Louis Spohr und Ferdinand Ries                                                                      | Düsseldorfer Erstaufführung des Oratoriums „Die letzten Dinge“ von Louis Spohr (Text: Johann Friedrich Rochlitz) und der Sinfonie Nr. 6 D-Dur op. 146 von Ferdinand Ries; Veranstaltung erstmals über drei Tage                                              |
| 10       | 1827 | Elberfeld  | Johann Schornstein und Erich Verkenius                                                              | letzte Mitwirkung der Stadt Elberfeld |
| 11       | 1828 | Köln       | Bernhard Klein und Ferdinand Ries und Carl Leibl                                                    | Uraufführung des Oratoriums „Jephtha“ von Bernhard Klein und einer neu eingespielten Ouvertüre zu „Don Carlos“ von Ferdinand Ries |
| 12       | 1829 | Aachen     | Ferdinand Ries                                                                                      | |
| 13       | 1830 | Düsseldorf | Ferdinand Ries                                                                                      | deutsche Erstaufführung der Ouvertüre „Braut von Messina“ op. 162 und Ferdinand Ries (Text: Friedrich Schiller) sowie Düsseldorfer Erstaufführung des Oratoriums „Judas Maccabäus“ von Georg Friedrich Händel                                                |
| 14       | 1832 | Köln       | Ferdinand Ries                                                                                      | |
| 15       | 1833 | Düsseldorf | Felix Mendelssohn Bartholdy                                                                         | deutsche Erstaufführung der Italienischen Sinfonie und einer „Festouvertüre“ von Felix Mendelssohn Bartholdy sowie des Oratoriums Israel in Ägypten in der deutschen Urfassung von Georg Friedrich Händel; neu im Programm: Morgenkonzerte                   |
| 16       | 1834 | Aachen     | Ferdinand Ries                                                                                      | Solist: Frédéric Chopin (Klavier) |
| 17       | 1835 | Köln       | Felix Mendelssohn Bartholdy                                                                         | Solomon nach Originalpartituren und mit Orgelbegleitung von Georg Friedrich Händel; Chorleiterin: Fanny Hensel |
| 18       | 1836 | Düsseldorf | Felix Mendelssohn Bartholdy                                                                         | Uraufführung des Oratorium „Paulus“ von Felix Mendelssohn Bartholdy; Chorleiter: Johannes Schornstein |
| 19       | 1837 | Aachen     | Ferdinand Ries                                                                                      | Uraufführung des Oratoriums „Die Könige in Israel“ von Ferdinand Ries |
| 20       | 1838 | Köln       | Felix Mendelssohn Bartholdy                                                                         | |
| 21       | 1839 | Düsseldorf | Felix Mendelssohn Bartholdy                                                                         | Gastauftritt und Durchbruch von Hubert Ferdinand Kufferath (Komponist); Uraufführung einer Konzertouvertüre von Julius Rietz; Chorleiter: Johannes Schornstein                                                                                               |
| 22       | 1840 | Aachen     | Louis Spohr                                                                                         | |
| 23       | 1841 | Köln       | Conradin Kreutzer                                                                                   | |
| 24       | 1842 | Düsseldorf | Felix Mendelssohn Bartholdy                                                                         | |
| 25       | 1843 | Aachen     | Carl Gottlieb Reißiger                                                                              | |
| 26       | 1844 | Köln       | Heinrich Ludwig Egmont Dorn                                                                         | deutsche Erstaufführung der Missa solemnis D-Dur op. 123 von Ludwig van Beethoven |
| 27       | 1845 | Düsseldorf | Julius Rietz                                                                                        | Düsseldorfer Erstaufführung des „Requiems“ von Wolfgang Amadeus Mozart; neun Jahre Pause folgen (Deutsche Revolution 1848/49) |
| 28       | 1846 | Aachen     | Felix Mendelssohn Bartholdy                                                                         | Solistin und Entdeckung der „Schwedischen Nachtigall“ Jenny Lind (Sopran) |
| 29       | 1847 | Köln       | Heinrich Dorn, Gaspare Spontini und George Onslow                                                   | deutsche Erstaufführung der 4. Sinfonie G-Dur op. 71 von George Onslow |
| 30       | 1851 | Aachen     | Peter Joseph von Lindpaintner                                                                       | |
| 31       | 1853 | Düsseldorf | Robert Schumann, Ferdinand Hiller und Julius Tausch                                                 | Solisten: Clara Schumann (Klavier) und Joseph Joachim (Violine); Uraufführung der 4. Sinfonie in d-moll op. 120 und der Fest-Ouvertüre Op. 123 von Robert Schumann                                                                                           |
| 32       | 1854 | Aachen     | Peter Joseph von Lindpaitner                                                                        | |
| 33       | 1855 | Düsseldorf | Ferdinand Hiller                                                                                    | Sonderaufführung des Oratoriums „Das Paradies und die Peri“ von Robert Schumann auf besonderen Wunsch der Solistin Jenny Lind (Sopran) |
| 34       | 1856 | Düsseldorf | Julius Rietz                                                                                        | Düsseldorf sprang kurzfristig ein, weil in Köln der Gürzenich restauriert und umgebaut wurde |
| 35       | 1857 | Aachen     | Franz Liszt                                                                                         | |
| 36       | 1858 | Köln       | Ferdinand Hiller                                                                                    | Uraufführung des Oratoriums „Saul“ von Ferdinand Hiller |
| 37       | 1860 | Düsseldorf | Ferdinand Hiller                                                                                    | Solist: Joseph Joachim (Violine) |
| 38       | 1861 | Aachen     | Franz Lachner                                                                                       | Solistin: Clara Schumann (Klavier) |
| 39       | 1862 | Köln       | Ferdinand Hiller                                                                                    | Erstaufführung von Robert Schumanns „Szenen aus Goethes Faust“ unter Anwesenheit von Clara Schumann |
| 40       | 1863 | Düsseldorf | Otto Goldschmidt und Julius Tausch                                                                  | Solistin: Jenny Lind (Sopran) |
| 41       | 1864 | Aachen     | Julius Rietz und Franz Wüllner                                                                      | erstmals in der neuen Redoute, dem Ballsaal des alten Kurhauses; Einsatz einer neuen Orgel der Firma Ibach Orgelbau |
| 42       | 1865 | Köln       | Ferdinand Hiller                                                                                    | Solist: Friedrich Nietzsche als Sänger |
| 43       | 1866 | Düsseldorf | Otto Goldschmidt und Julius Tausch                                                                  | Solistinnen: Clara Schumann (Klavier), Joseph Joachim (Violine) und Jenny Lind (Sopran); Einweihung der neuen Tonhalle Düsseldorf |
| 44       | 1867 | Aachen     | Julius Rietz und Ferdinand Breunung                                                                 | |
| 45       | 1868 | Köln       | Ferdinand Hiller                                                                                    | Aufführung des Violinkonzert in g-Moll, op. 26, von Max Bruch unter der Leitung von Hiller mit Joseph Joachim als Solisten |
| 46       | 1869 | Düsseldorf | Julius Rietz und Julius Tausch                                                                      | Solist: Joseph Joachim (Violine) |
| 47       | 1870 | Aachen     | Franz Lachner und Ferdinand Breunung                                                                | letzter Auftritt von Jenny Lind mit dem Sopransolo des Oratoriums „Ruth“ von Otto Goldschmidt |
| 48       | 1871 | Köln       | Ferdinand Hiller                                                                                    | |
| 49       | 1872 | Düsseldorf | Anton Grigorjewitsch Rubinstein und Julius Tausch                                                   | Uraufführung des geistlichen Oper „Der Turm zu Babel“ von Anton Grigorjewitsch Rubinstein |
| 50       | 1873 | Aachen     | Julius Rietz und Ferdinand Breunung                                                                 | Solistinnen: Marie Wilt (Sopran), Johann Christoph Lauterbach (Violine) und Clara Schumann (Klavier) |
| 51       | 1874 | Köln       | Ferdinand Hiller                                                                                    | |
| 52       | 1875 | Düsseldorf | Joseph Joachim und Julius Tausch                                                                    | Düsseldorfer Erstaufführung der Missa solemnis von Beethoven |
| 53       | 1876 | Aachen     | Ferdinand Breunung                                                                                  | Neue Orgel von Georg Stahlhuth wird eingeweiht; Solist und künstlerischer Durchbruch von Adolf Wallnöfer (Tenor) |
| 54       | 1877 | Köln       | Ferdinand Hiller                                                                                    | Gastauftritt als Dirigent von Giuseppe Verdi mit seiner Messa da Requiem |
| 55       | 1878 | Düsseldorf | Joseph Joachim und Julius Tausch                                                                    | Uraufführung des Chorwerkes „Germanenzug“ von Julius Tausch; Durchbruch der 2. Sinfonie von Johannes Brahms; Düsseldorfer Erstaufführung von „Szenen aus Goethes Faust“ von Robert Schumann; Solistin: Clara Schumann (Klavier)                              |
| 56       | 1879 | Aachen     | Ferdinand Breunung und Max Bruch                                                                    | |
| 57       | 1880 | Köln       | Ferdinand Hiller                                                                                    | Solistin: Clara Schumann (Klavier) |
| 58       | 1881 | Düsseldorf | Niels Wilhelm Gade und Julius Tausch                                                                | Solist: Eugen Gura (Bariton) |
| 59       | 1882 | Aachen     | Franz Wüllner                                                                                       | |
| 60       | 1883 | Köln       | Ferdinand Hiller                                                                                    | |
| 61       | 1884 | Düsseldorf | Johannes Brahms und Julius Tausch                                                                   | Solist: Eugen d’Albert (Klavier) |
| 62       | 1885 | Aachen     | Julius Kniese und Carl Reinecke                                                                     | |
| 63       | 1886 | Köln       | Franz Wüllner                                                                                       | |
| 64       | 1887 | Düsseldorf | Hans Richter und Julius Tausch                                                                      | Solist: Eugen d’Albert (Klavier) |
| 65       | 1888 | Aachen     | Hans Richter und Eberhard Schwickerath                                                              | |
| 66       | 1889 | Köln       | Franz Wüllner                                                                                       | |
| 67       | 1890 | Düsseldorf | Hans Richter und Julius Buths                                                                       | Solist: Bernhard Stavenhagen (Klavier) |
| 68       | 1891 | Aachen     | Ernst von Schuch und Eberhard Schwickerath                                                          | |
| 69       | 1892 | Köln       | Franz Wüllner                                                                                       | |
| 70       | 1893 | Düsseldorf | Julius Buths                                                                                        | |
| 71       | 1894 | Aachen     | Ernst von Schuch und Eberhard Schwickerath                                                          | |
| 72       | 1895 | Köln       | Franz Wüllner                                                                                       | |
| 73       | 1896 | Düsseldorf | Johannes Brahms, Julius Buths und Richard Strauss                                                   | letzter Auftritt von Johannes Brahms im Rheinland; Solisten: Pablo de Sarasate (Violine) und Ferruccio Busoni (Klavier) |
| 74       | 1897 | Aachen     | Hans Richter und Eberhard Schwickerath                                                              | |
| 75       | 1898 | Köln       | Franz Wüllner                                                                                       | |
| 76       | 1899 | Düsseldorf | Richard Strauss und Julius Buths                                                                    | |
| 77       | 1900 | Aachen     | Richard Strauss und Eberhardt Schwickerath                                                          | |
| 78       | 1901 | Köln       | Karl Wolff und Erich Urban                                                                          | |
| 79       | 1902 | Düsseldorf | Richard Strauss und Julius Buths                                                                    | Veranstaltung wurde integriert im Rahmen der Industrie- und Gewerbeausstellung Düsseldorf; zweite deutsche und Düsseldorfer Aufführung und Durchbruch des Oratoriums „The Dream of Gerontius“ von Edward Elgar.                                              |
| 80       | 1903 | Aachen     | Felix Weingartner und Eberhard Schwickerath                                                         | Solist: George Enescu (Violine) |
| 81       | 1904 | Köln       | Fritz Steinbach                                                                                     | |
| 82       | 1905 | Düsseldorf | Julius Buths                                                                                        | Solisten: Ernst von Dohnanyi (Klavier), Irene Abendroth (Sopran) |
| 83       | 1906 | Aachen     | Felix Weingärtner und Eberhard Schwickerath                                                         | |
| 84       | 1907 | Köln       | Fritz Steinbach                                                                                     | |
| 85       | 1909 | Aachen     | Max von Schillings, Eberhard Schwickerath und Richard Strauss                                       | |
| 86       | 1910 | Köln       | Fritz Steinbach                                                                                     | |
| 87       | 1911 | Düsseldorf | Karl Panzner                                                                                        | Solist: Eugène Ysaÿe (Violine) |
| 88       | 1912 | Aachen     | Karl Muck und Eberhard Schwickerath                                                                 | |
| 89       | 1913 | Köln       | Fritz Steinbach                                                                                     | Kölner Erstaufführung der 8. Sinfonie von Gustav Mahler |
| 90       | 1914 | Düsseldorf | Karl Panzner                                                                                        | Solisten: Elly Ney (Klavier), Bronisław Huberman (Violine) |
| 91       | 1920 | Aachen     | Karl Muck und Eberhard Schwickerath                                                                 | |
| 92       | 1922 | Köln       | Hermann Abendroth                                                                                   | Kölner Erstaufführung der romantischen Kantate Von deutscher Seele von Hans Pfitzner |
| 93       | 1924 | Aachen     | Peter Raabe und Walter Braunfels                                                                    | |
| 94       | 1925 | Köln       | Hermann Abendroth und Richard Strauss                                                               | integriert im Rahmen der Jahrtausendfeier der Rheinlande |
| 95       | 1926 | Düsseldorf | Hans Weisbach                                                                                       | deutsche Erstaufführung des dramatischen symphonischen Psalms „König David“ von Arthur Honegger; Solisten: Ludwig Wüllner (Rezitativ), Edwin Fischer (Klavier)                                                                                               |
| 96       | 1927 | Aachen     | Peter Raabe und Walter Braunfels                                                                    | |
| 97       | 1928 | Köln       | | |
| 98       | 1929 | Düsseldorf | Hans Weisbach                                                                                       | Uraufführung der „Marianischen Antiphonen“ von Wolfgang Fortner sowie des Kammerkonzert op. 43 a von Adolf Busch und der Sonate für Flöten, 2 Gamben und Basso continuo nach einem Manuskript aus der Hessischen Landesbibliothek von Georg Philipp Telemann |
| 99       | 1930 | Aachen     | Peter Raabe und Paul Pella                                                                          | Höhepunkt: Wozzeck von Alban Berg |
| 100      | 1933 | Aachen     | | Gottlob Karl Springsfeld, Aachener Nadelfabrikant und Förderer der Musikfeste gestorben |
| 101      | 1946 | Aachen     | Theodor Bernhard Rehmann, Heinrich Hollreiser, Günther Wand, Wilhelm Pitz und Felix Raabe           | Neuauflage nach der kriegsbedingten Pause; Schwerpunkt waren englische (Edward Elgar und Vaughan Williams) sowie französische Werke (César Franck und Maurice Ravel)                                                                                         |
| 102      | 1947 | Düsseldorf | Heinrich Hollreiser                                                                                 | deutsche Erstaufführung der Symphonischen Metamorphosen von Themen Carl Maria von Webers von Paul Hindemith |
| 103      | 1948 | Köln       | | |
| 104      | 1949 | Aachen     | Felix Raabe, Theodor Bernhard Rehmann, Hans Weisbach, Michael Sittard                               | Uraufführung der symphonischen Kantate „Zwischen Zeit und Ewigkeit“ op. 65 von Franz Philipp sowie der „Variationen für Orchester“ von Ernst Pepping |
| 105      | 1950 | Wuppertal  | | |
| 106      | 1951 | Düsseldorf | Heinrich Hollreiser                                                                                 | Düsseldorfer Erstaufführung „Das Unaufhörliche“ von Paul Hindemith |
| 107      | 1952 | Aachen     | Felix Raabe, Heinrich Hollreiser, Theodor Bernhard Rehmann, Günther Wand und Hans Weisbach          | Uraufführung der Sinfonischen Zwischenspiele aus dem lyrischen Drama Boulevard Solitude von Hans Werner Henze |
| 108      | 1954 | Duisburg   | Georg Ludwig Jochum                                                                                 | Uraufführung des Chorwerkes „Wiegenlied der Mutter Gottes“ von Hans Werner Henze, Text: Lope de Vega |
| 109      | 1955 | Wuppertal  | Paul Hindemith                                                                                      | Uraufführung der Kantate „Ite angeli veloces“ von Paul Hindemith, Text: Paul Claudel |
| 110      | 1956 | Düsseldorf | Hermann Scherchen                                                                                   | Uraufführung des Chorwerks „Tedeum“ von Ernst Pepping sowie des Konzerts für Klavier und Orchester von Hans Vogt |
| 111      | 1957 | Aachen     | Wolfgang Sawallisch, Theodor Bernhard Rehmann, Rudolf Pohl, Wilhelm Pitz, Leo Nießen und Karl Venth | Uraufführung des 2. Klavierkonzertes von Wolfgang Meyer-Tormin, Solist: Rudolf Dohm |
| 112      | 1958 | Duisburg   | Georg Ludwig Jochum                                                                                 | letzte Veranstaltung der Niederrheinischen Musikfestes |